# Бабагулов, Ишмурат
Ишмурат Бабагулов (тадж. Эшмурод Бобогулов; 1910—1993) — советский хозяйственный, государственный и политический деятель, Герой Социалистического Труда.

## Биография
Родился в 1910 году в кишлаке Акча Кулябского бекства Бухарского эмирата. Член КПСС с 1940 года.
С 1929 года — на хозяйственной, общественной и политической работе. В 1929—1970 гг. — колхозник хлопководческого колхоза «Октябрьабад», бригадир в колхозе «Бештемир» Шаартузского района, колхозник, затем заместитель председателя, наконец, председатель колхоза имени Молотова Микоянабадского района Таджикской ССР.
Указом Президиума Верховного Совета СССР от 1 марта 1948 года присвоено звание Героя Социалистического Труда с вручением ордена Ленина и золотой медали «Серп и Молот».
Мастер хлопка Таджикской ССР.
Умер 1993 году.